# Alexis Bessard-Graugniard
Alexis Bessard-Graugniard, né le 8 décembre 1761 à Louhans (Saône-et-Loire), mort le 2 juillet 1824 à Saint-Cyr (Saône-et-Loire), est un militaire français de la Révolution et de l’Empire.

## États de service
Il entre en service le 27 septembre 1779, comme dragon dans le régiment de Chartres, il devient brigadier le 21 décembre 1783, fourrier le 15 janvier 1784, maréchal-des-logis le 14 septembre suivant et adjudant sous-officier le 17 mai 1787.
Lieutenant le 17 mars 1792, il fait les campagnes de 1792 et 1793, à l’armée du Nord. Il est promu capitaine le 20 août 1793, à l’armée de Sambre-et-Meuse, où il fait les campagnes de l’an II à l’an IV. Chef d’escadron le 12 août 1794, il mérite alors qu’il commande le 14e régiment de dragons, lors de la bataille de Juliers le 4 octobre 1794, d’être cité honorablement dans le rapport du général en chef Jourdan. 
De l’an VIII à l’an IX, il est à l’armée de l’Ouest, et le 29 octobre 1803, il est nommé major au 21e régiment de dragons. Il est fait chevalier de la Légion d’honneur le 25 mars 1804.
En 1807, il participe à la campagne de Pologne, et en 1808, il passe à l’armée d’Espagne, comme commandant du 2e régiment provisoire de dragons, cantonné à Andújar, chargé par le général Dupont d’observer l’armée ennemie. Blessé d’un coup de sabre sur la tête le 19 juillet 1808, lors de la bataille de Bailén, il est fait prisonnier le 22 juillet suivant lors de la reddition française. Il s’échappe le 16 mai 1810, des pontons de Cadix, et de retour à son corps, il continue de faire la guerre en Espagne.
Passé avec son grade dans le 24e régiment de dragons le 23 avril 1811, il reçoit son brevet de colonel le 9 août 1812, au 12e régiment de dragons. En 1814, il fait la campagne de France, et le 30 mars sous Paris, il reçoit une balle qui lui traverse la figure.
Maintenu à son poste lors de la première restauration, il est élevé au grade d’officier de la Légion d’honneur le 24 août 1814, et il est fait chevalier de Saint-Louis le 31 août suivant. Renvoyé dans ses foyers le 1er mai 1815, il est admis à la retraite le 29 décembre 1816.
Il meurt le 2 juillet 1824, à Louhans.

## Sources
- A. Lievyns, Jean Maurice Verdot, Pierre Bégat, Fastes de la Légion-d'honneur, biographie de tous les décorés accompagnée de l'histoire législative et réglementaire de l'ordre, Tome 4, Bureau de l’administration, 1844, 640 p. (lire en ligne), p. 289.
- « Cote LH/222/84 », base Léonore, ministère français de la Culture
- Danielle Quintin et Bernard Quintin, Dictionnaires des colonels de Napoléon, S.P.M., 2013, 978 p. (ISBN 978-2-296-53887-0), p. 100
- Léon Hennet, Etat militaire de France pour l’année 1793, Siège de la société, Paris, 1903, p. 264.